# 가오핑 레이공
가오핑 레이공(高屏 雷公)은 가오슝시 및 핑동현에서 활동한 대만직업봉구대연맹 소속의 팀이다.

## 성적
- 1997년-(42-0-51)-3등
- 1998년-(62-1-45)-1등
- 1999년-(36-1-47)-4등
- 2000년-(40-1-43)-2등
- 2001년-(31-1-28)-3등
- 2002년-(34-1-37)-2등